# Давньогрецькі боги
Давньогрецькі боги — система надприродних істот, описана в міфах та легендах, якою давні греки описували та пояснювали закони фізики, астрономію, географію та інші точні науки до появи перших науковців, а також яка сприяла появі перших моральних устоїв, правил та обрядів у суспільстві.

## Групи божеств
| - Бассариди - Вакханки - Вітри - Гарпії - Геліади - Гіади - Гіганти - Дактилі - Циклопи - Корибанти - Мойри | - Музи - Нереїди - Океаніди - Ори - Плеяди - Сатири - Сирени - Титани - Форкіди - Харити - Еринії |

## Перелік богів
Божества давніх греків:
- Аїд (Гадес) — бог підземного царства; у римській міфології Плутон.
- Аполлон — бог-стріловержець, бог передбачень і оракулів, заступник мистецтв. Син Зевса і Лети (Латони), в римській міфології Феб.
- Арес — бог війни, син Зевса і Гери; у римській міфології Марс.
- Артеміда — богиня полювання, лісів; донька Зевса і Лети, сестра Аполлона, в римській міфології Діана.
- Афіна — богиня мудрості, стратегії та справедливої війни; донька Зевса, що не мала матері, в римській міфології Мінерва.
- Афродіта — богиня кохання і краси; донька Зевса і Діани, що сталася ніби то з морської піни, в римській міфології Венера.
- Гера — мати богів, богиня сім'ї, жінок та шлюбу; дружина Зевса, в римській міфології Юнона.
- Гермес — вісник богів, покровитель доріг, торгівців і крадіїв; в римській міфології Меркурій.
- Гестія — богиня домашнього вогнища; старша донька Кроноса і Реї, в римській міфології Веста.
- Гея — богиня землі, діти титани та циклопи; Призвела на світ бога Урана.
- Гефест — бог вогню і ковальського ремесла; син Зевса і Гери, за іншими оповідями, однієї лише Гери, в римській міфології Вулкан.
- Морфей — бог сну; в римській міфології Сомн.
- Деметра — богиня поля, плодючості і землеробства; донька Кроноса і Реї, сестра і дружина Зевса, від якого вона народила Персефону, в римській міфології Церера.
- Діоніс (Вакх) — бог винограду, вина і веселощів; син Зевса і фіванської царівни Семели, в римській міфології Бахус (Лібер).
- Зевс — повелитель грози та блискавок, батько всіх богів, верховний бог; у римській міфології Юпітер.
- Ніка — богиня перемоги; в римській міфології Вікторія.
- Пан — бог лісів, полювання і природи, єдиний бог-сатир; в римській міфології Фавн.
- Посейдон — бог морів та океанів; у римській міфології Нептун.
- Персефона — богиня плодючості, дочка Деметри, дружина Аїда; в римській міфології Прозерпіна (Карне, Фуррин).
- Феміда — богиня правосуддя; в римській міфології Юстиція.
- Ерот (Ерос) — бог кохання; в римській міфології Амур (Купідон).
- Янус — грецький Бог дверей; мав дві особи. Також був Богом договорів і союзів. До появи культу Зевса Янус був божеством піднебесся і світла.